# Alyxia torquata
Alyxia torquata là một loài thực vật có hoa trong họ La bố ma. Loài này được (Baill.) Guillaumin mô tả khoa học đầu tiên năm 1912.